# شلوایلر
شلوایلر (به آلمانی: Schellweiler) یک شهر در آلمان است که در Kusel واقع شده‌است. شلوایلر۵۵۲ نفر جمعیت دارد.